# Нидерэбларн
Нидерэбларн (нем. Niederöblarn) — община (нем. Gemeinde) в Австрии, в федеральной земле Штирия. 
Входит в состав округа Лицен.  Население составляет 560 человек (на 31 декабря 2005 года). Занимает площадь 20,95 км². Официальный код  —  61227.

## Политическая ситуация
Бургомистр общины — Вальтер Граймайстер (АНП) по результатам выборов 2005 года.
Совет представителей общины (нем. Gemeinderat) состоит из 9 мест.
Распределение мест:
- АНП занимает 7 мест;
- СДПА занимает 2 места.